# Junker
Pour les articles homonymes, voir Junker (homonymie).
Le junker (Jkr.) était un noble, propriétaire terrien en Prusse et en Allemagne orientale et un grade de la table des Rangs en Russie impériale.
En tant que groupe, les junkers ont constitué la noblesse foncière de Prusse et d’Allemagne orientale — plus précisément de l’Ostelbien, c’est-à-dire les terres situées à l’est de l’Elbe. La plupart de ces familles, issues de l’Uradel (de), noblesse immémoriale allemande féodale, a colonisé et christianisé le nord-est de l’Europe aux XIe, XIIe et XIIIe siècles.

## Étymologie et origines
Dérivé du haut allemand Juncherre qui a donné le terme Junger Herr, le mot junker désigne, à l’origine, un jeune seigneur, c’est-à-dire le fils d’un seigneur terrien et, plus tard, les seigneurs terriens eux-mêmes. De manière générale, junker désigne un noble non titré, tout comme le terme jonkheer en néerlandais s’applique à un gentilhomme non titré de l'ancienne Flandre, aujourd'hui aux Pays-Bas et en Belgique néerlandophone. Ce titre ne doit pas être confondu avec le grade de Fahnenjunker porté dans l'armée allemande.
À l'origine, les Junkers étaient des fermiers généraux au service d'un seigneur.
En tant que membre de la noblesse, le patronyme de nombreuses familles de junker est précédé de la particule von (de) ou zu (à). Au Moyen Âge, un junker était simplement un noble non titré et peu fortuné, souvent au service d'un seigneur plus influent, qui pouvait tenir un Burg maison fortifiée ou château fort aux marches de l'Empire germanique.
Bon nombre de junkers ont effectué une carrière de soldats ou de mercenaires. Au cours des siècles, ils s’élevèrent du rang de capitaines de mercenaires à celui de commandants influents, et propriétaires (XIXe siècle).

## Influences modernes
Rempart de l’Empire Hohenzollern, les junkers contrôlent l’armée, exercent une influence prépondérante du point de vue politique et social, et possèdent d’immenses propriétés agricoles, souvent extensives de type latifundium, spécialement dans le nord-est de l’Allemagne (Brandebourg, Mecklembourg, Poméranie, Prusse-Orientale, Saxe et Silésie). Leur influence politique s’étend de l’Empire allemand (1871-1918) jusqu’à la République de Weimar (1919-1933). On dit que la Prusse régentait l’Allemagne, que les junkers régentaient la Prusse et par conséquent tout l’Empire.
Les junkers occupent la plupart des plus hauts postes civils et militaires. Soutien de la monarchie et des traditions militaires, ils sont souvent réactionnaires, protectionnistes et antilibéraux, aux côtés des conservateurs monarchistes durant la Révolution allemande de 1848. Leurs intérêts politiques sont protégés par le parti conservateur allemand au Reichstag ainsi que par la Ligue agraire. Cette classe politique détient un immense pouvoir sur les industriels et sur le gouvernement. Lorsque le chancelier Caprivi réduit les taxes protectionnistes sur les importations agricoles, ces grands propriétaires terriens exigent et obtiennent sa démission ; en 1902, ils restaurent les taxes sur les produits alimentaires afin de maintenir le prix élevé de leurs propres produits.
Le putsch de la Brasserie, mené à Munich par Adolf Hitler et le général Erich Ludendorff en novembre 1923, est déjoué par le commandant von Lossow (un junker) et le chevalier Gustav von Kahr, premier ministre bavarois. Ce dernier est assassiné durant la Nuit des Longs Couteaux le 30 juin 1934. Ces événements incitent Adolf Hitler à se méfier des junkers. Alors que la guerre tourne en défaveur de l’Allemagne et que les atrocités des Nazis sont révélées, plusieurs junkers influents participent au complot du 20 juillet 1944 contre Hitler organisé par le colonel Claus von Stauffenberg.

## Réforme agraire
Après la guerre, à l’occasion de la réforme agraire, toutes les propriétés privées excédant une certaine superficie, dont celles qui avaient appartenu aux junkers, sont saisies en République démocratique allemande, et données à des coopératives de fermiers ou confisquées par l’État.
Après la réunification de l’Allemagne, les junkers tentent, en vain, de récupérer leurs anciennes propriétés et doivent les racheter à l’État.

## Quelques junkers renommés

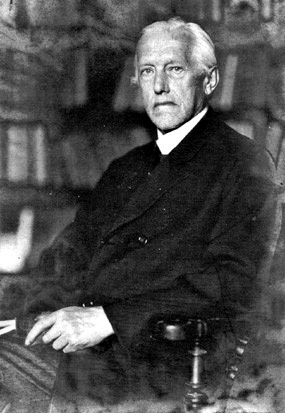
Le philologue Wilamowitz-Moellendorf.
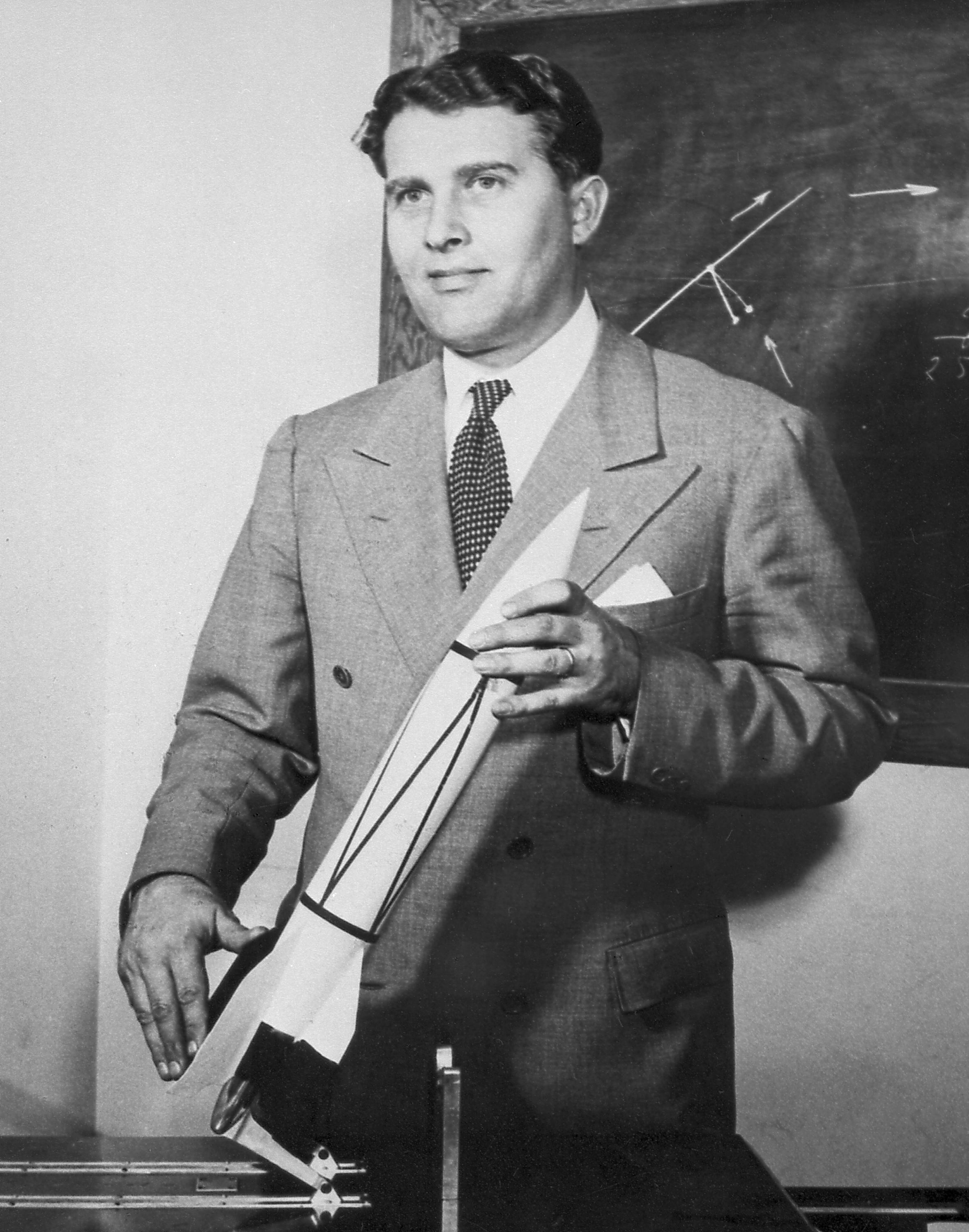
L'ingénieur W. von Braun.
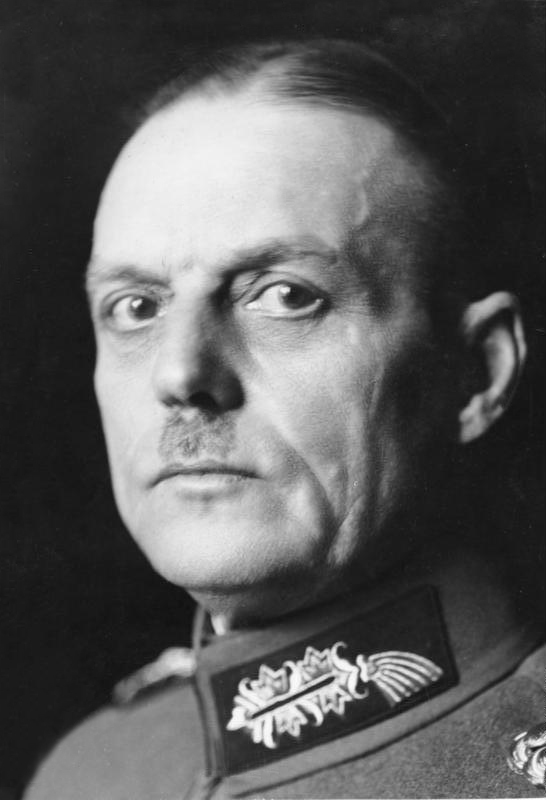
le général G. von Rundstedt.

L’homme d’État allemand Otto von Bismarck était un junker en vue, tout comme les maréchaux Paul von Hindenburg et Gerd von Rundstedt. Le général Dietrich von Saucken était reconnu pour ses traits de caractère typiques d'un junker.

## En Russie
Le titre de Junker est un degré inférieur de la table des rangs équivalent à celui de page dans les cours européennes, ou de jeune officier aspirant dans une académie militaire. Le Kammer-Junker, en plus de ses études au corps des Pages, était tenu à un service régulier auprès de l'empereur. Il était toujours issu de la noblesse.

## Junkers notables
- Hans-Jürgen von Arnim
- Adolf von Baeyer
- Rudolf von Bennigsen
- Theobald von Bethmann-Hollweg
- Otto von Bismarck
- Gottfried Graf von Bismarck-Schönhausen
- Gebhard Leberecht von Blücher
- Leonhard von Blumenthal
- Werner von Blomberg
- Fedor von Bock
- Alfried Krupp von Bohlen und Halbach
- Gustav Krupp von Bohlen und Halbach
- Wernher von Braun
- Walther von Brauchitsch
- Claus von Bülow
- Bernhard von Bülow
- Carl von Clausewitz
- Christoph von Dohna-Schlodien
- Marion von Dönhoff
- Georg von Derfflinger
- Erich von Drygalski
- Joseph von Eichendorff
- Heinrich Graf von Einsiedel
- Hermann von Eichhorn
- Erich von Falkenhayn
- Werner von Fritsch
- Hans-Georg von Friedeburg
- August von Gneisenau
- Robert Ritter von Greim
- Anthony Lorinthia von Geriasarch (en)
- Kurt von Hammerstein
- Ulrich von Hassell
- Georg von Hertling
- Josias von Heeringen
- Paul von Hindenburg
- Oskar von Hindenburg
- Franz von Hipper
- Adolf Wild von Hohenborn
- Heinrich von Kleist
- Paul Ludwig Ewald von Kleist
- Günther von Kluge
- Alexander von Kluck
- Lutz Graf Schwerin von Krosigk
- Wilhelm von Leeb
- Heinrich von Lehndorff
- Veruschka von Lehndorff
- Paul Emil von Lettow-Vorbeck
- Alexander von Linsingen
- Wessel Freytag von Loringhoven
- Heinrich Freiherr von Lüttwitz
- Friedrich Wilhelm von Lindeiner-Wildau (en)
- Eberhard von Mackensen
- August von Mackensen
- Erich von Manstein
- Helmuth James Graf von Moltke
- Helmuth Karl Bernhard von Moltke
- Helmuth Johannes Ludwig von Moltke
- Konstantin von Neurath
- Elard von Oldenburg-Januschau
- Franz von Papen
- Theophil von Podbielski
- Karl-Jesko von Puttkamer
- Wolfram von Richthofen
- Walther von Reichenau
- Joachim von Ribbentrop
- Lothar von Richthofen
- Gerd von Rundstedt
- Albrecht von Roon
- Manfred von Richthofen
- Günther von Reibnitz (en)
- Otto Liman von Sanders
- Kurt von Schleicher
- Hans von Seeckt
- Walther von Seydlitz-Kurzbach
- Gerhard von Scharnhorst
- Karl vom Stein zum Altenstein
- Ferdinand von Sammern-Frankenegg
- Franz Pfeffer von Salomon
- Baldur von Schirach
- Friedrich Werner von der Schulenburg
- Chlodwig zu Hohenlohe-Schillingsfürst
- Ferdinand von Schill
- Alfred von Schlieffen
- Friedrich Wilhelm von Seydlitz
- Werner von Siemens
- Claus von Stauffenberg
- Heinrich Friedrich Karl vom und zum Stein
- Friedrich Wilhelm von Steuben
- Ludwig von der Tann-Rathsamhausen
- Alfred von Tirpitz
- Henning von Tresckow
- Peter Yorck von Wartenburg
- Alfred von Waldersee
- Gustav von Wangenheim
- Ludwig Yorck von Wartenburg
- Richard von Weizsacker
- Ernst von Weizsäcker
- Ludwig von Wolzogen (de)
- Remus von Woyrsch
- Maximilian von Weichs
- Erwin von Witzleben
- Job von Witzleben
- Ferdinand von Zeppelin
- Erich von dem Bach-Zelewski
- Hans Joachim von Zieten